# Cártel de Jalisco Nueva Generación
Cártel de Jalisco Nueva Generación (CJNG), de går ibland under namnet Los Mata Zetas, är ett mexikanskt brottssyndikat som utför olika sorters brott som bland annat attentat, kidnappningar, mord, narkotikasmuggling, utpressning och vapensmuggling. De har sitt säte i delstaten Jalisco och leds av grundaren Nemesio Oseguera Cervantes Ramos, alias "El Mencho". Brottssyndikatet finns i delstaterna Colima, Guanajuato, Jalisco, Mexico City, Michoacán de Ocampo, Nayarit och Veracruz samt i Colombia. Den är en av de starkaste och mest brutala kartellerna i Mexiko, och krigar mot ett dussintals andra karteller samtidigt, däribland den mäktiga Cártel de Sinaloa.
Brottssyndikatet bildades lite löst 2009 när Cártel del Milenio splittrades när den högsta ledaren Óscar Orlando Nava Valencia blev arresterad av den mexikanska armén i Tlajomulco de Zuñiga, Jalisco. Första gången namnet Cártel de Jalisco Nueva Generación förekom var i juni 2009 i Cancún, Quintana Roo när den lokala polisen upptäckte tre döda män i en övergiven lastbil och ett meddelande om att CJNG är emot kidnappningar och dödande av civila och att de skulle bekämpa Los Zetas med alla tillgängliga medel. 1 juli samma år blev Subprocuraduría Especializada en Investigación de Delincuencia Organizada (en division inom det mexikanska justitiedepartementet) uppringd av en okänd person som kort förklarade att samtliga medlemmar ur Los Zetas i delstaterna Quintana Roo och Veracruz skulle elimineras. Bildandet av brottssyndikatet blev dock ett faktum 2010 när en av Cártel de Sinaloas toppmän Ignacio Coronel Villarreal blev skjuten till döds under en räd av den mexikanska armén i Coronel Villarreals tillhåll i Zapopan, Jalisco. Det blev ett maktvakuum i delstaten och CJNG såg sin chans att ta över territoriet, dock inte utan motstånd från bland annat La Resistencia och just Los Zetas. Den 20 september 2011 stannade två lätta lastbilar på en motorväg i Boca del Río i delstaten Veracruz och där ögonvittnen såg på när beväpnade personer lastade av 35 kroppar och placerade dem i körfälten på motorvägen innan de försvann från platsen. Gärningsmännen hade skrivit meddelande på lastbilarna där det stod att de döda människorna tillhörde Los Zetas och uppmanade dem som begick kidnappningar och mördande av civila att upphöra med det omedelbart. Meddelandet pekade ut den lokala falangen av Los Zetas och lokala politiker som medhjälpare till dem som höll på med sånt i Veracruz. Meddelandet var undertecknat av Gente Nueva, som är en paramilitär grupp tillhörande Cártel de Sinaloa. Det framkom dock att det var bara sex av de 35 som tillhörde Los Zetas. Drygt en vecka senare tog CJNG på sig ansvaret för den makabra händelsen i Boca del Río. Mellan 2011 och 2012 dödades minst 235 människor i olika massakrer av CJNG och efterspelen blev att den mexikanska federala regeringen beslöt att sätta in stor militär närvaro i delstaten för att få bukt med det eskalerade våldet som drog fram i och med det nationella narkotikakriget.
Mellan mars och maj 2015 trappade CJNG åter upp våldet än mer i Jalisco och låg bakom att fem federala poliser, 15 reguljära poliser och sex militärer miste livet och att en militärhelikopter av typen Eurocopter EC725 blev nerskjuten. Den mexikanska federala regeringen svarade med att förklara krig mot CJNG efter de blodiga händelserna och stärkte upp ytterligare den militära närvaron i Jalisco.
I april 2018 erkände rapparen QBA (Christian Omar Palma Gutiérrez) samröre med kartellen och att han hade fått betalt för att göra sig av med mördade offers kroppar genom att lösa upp dem i saltsyra.